# Powrót syna marnotrawnego (obraz Guercina z Turynu)
Powrót syna marnotrawnego (wł. Ritorno del figliol prodigo) – obraz olejny na płótnie włoskiego malarza barokowego Giovanniego Francesco Barbieriego zwanego Guercinem powstały przed 1617 rokiem, znajdujący się w zbiorach Galerii Sabaudzkiej w Turynie.
Na namalowanym przed 1617 rokiem na płótnie obrazie Guercino przedstawił scenę z ewangelicznej Przypowieści o synu marnotrawnym. Niewdzięczny syn, który roztrwonił otrzymane od ojca dobra, wraca, oczekując srogiej reprymendy. Szczęśliwy z jego powrotu rodzic przyjmuje go jednak z całkowicie bezwarunkową miłością. Ten ewangeliczny motyw był często przedstawiany w sztuce. Sam Guercino sięgał po niego kilkukrotnie.
Guercino przedstawił syna klęczącego przed ojcem na schodach do domu. Malarz dokonał syntezy kompozycyjnego realizmu Ludovica Carracciego i kolorystyki Ippolita Scarselliego. Dopatrzyć się też można wpływów Caravaggia. Obraz powstał w Bolonii na zamówienie arcybiskupa Alessandro Ludovisiego. Ludovisi został wysłany przez papieża Pawła V do Sabaudii, gdzie mediował pomiędzy księciem Sabaudii-Piemontu Karolem Emanuelem I Wielkim a Filipem III Habsburgiem w ich sporze o hrabstwo Monferrato. Pobyt w Sabaudii mógł być momentem nawiązania dobrych relacji późniejszego papieża z kard. Maurycym Sabaudzkim. Zapewne dzięki tej znajomości płótno Guercina trafiło do Turynu. Obraz pojawił się w inwentarzu zbiorów sabaudzkich w 1631 roku. Obecnie stanowi część kolekcji Gallerii Sabaudzkiej w Turynie. Turyński Powrót ma wymiary 192 x 203 cm; muzealny numer katalogowy: 121.

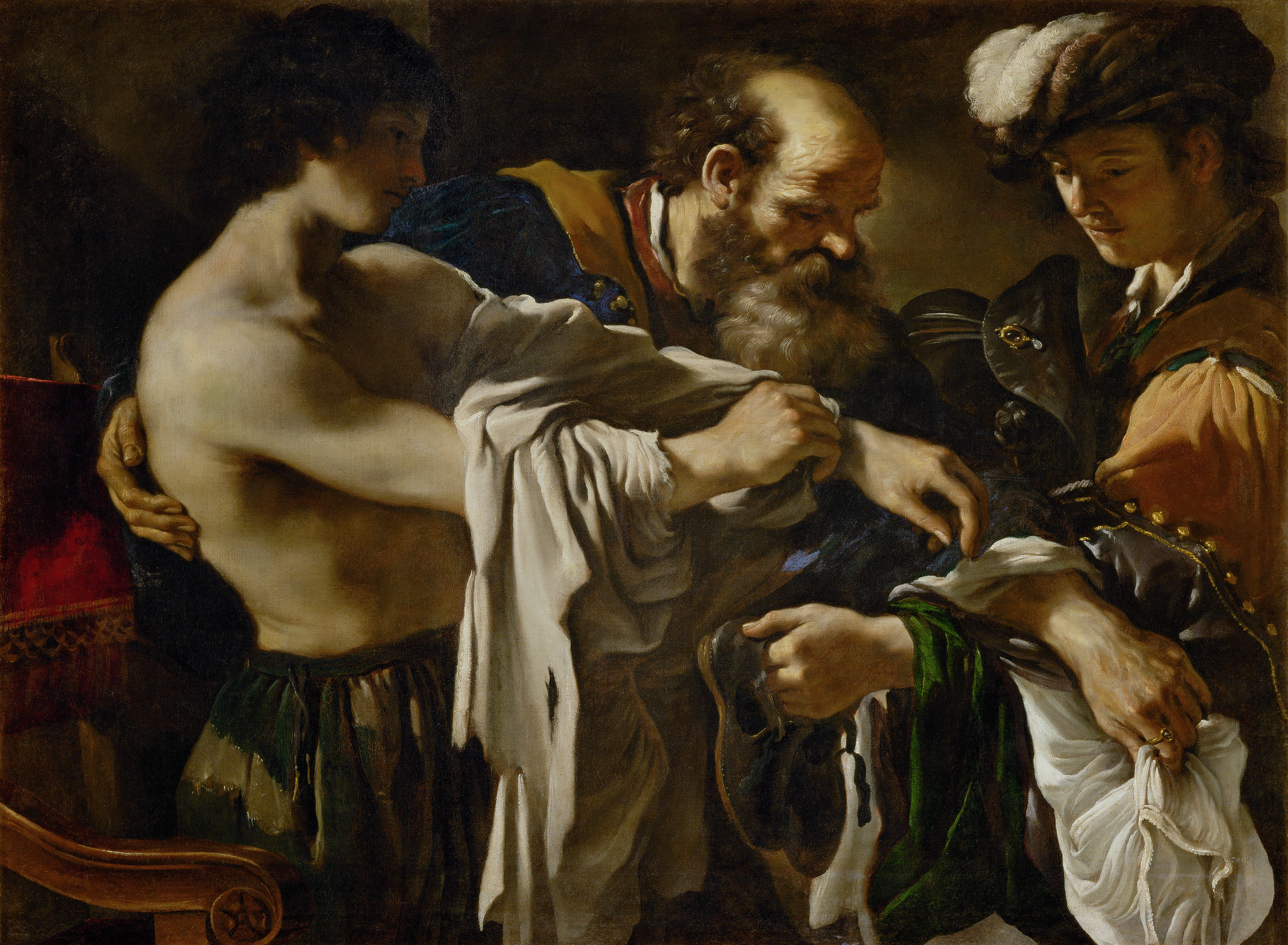
Powrót syna marnotrawnego (1619), Muzeum Historii Sztuki w Wiedniu
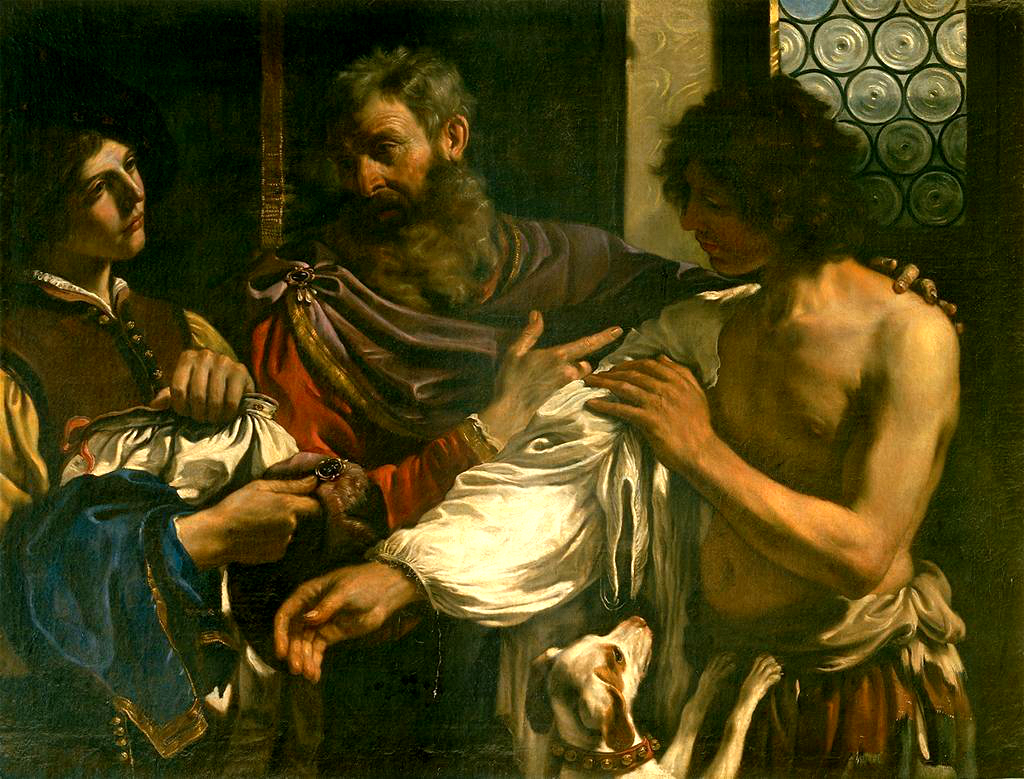
Powrót syna marnotrawnego (1627–1628), Galeria Borghese, Rzym
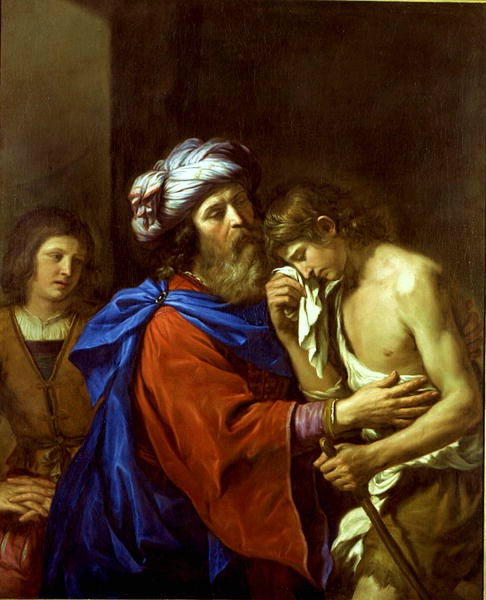
Powrót syna marnotrawnego (1651), Muzeum Diecezjalne we Włocławku
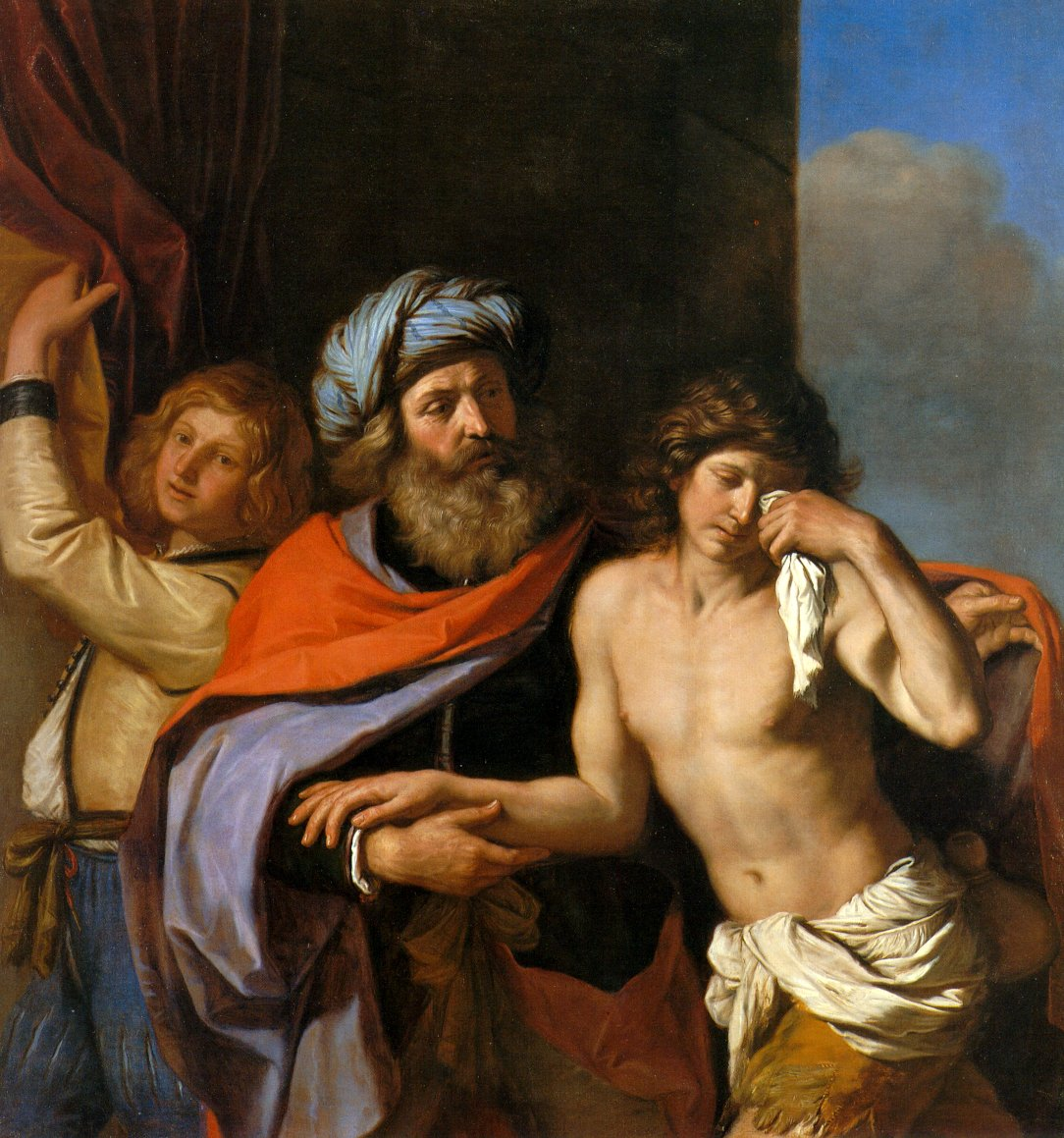
Powrót syna marnotrawnego (1654–1655), San Diego